# Динамо (баскетбольный клуб, Курск)

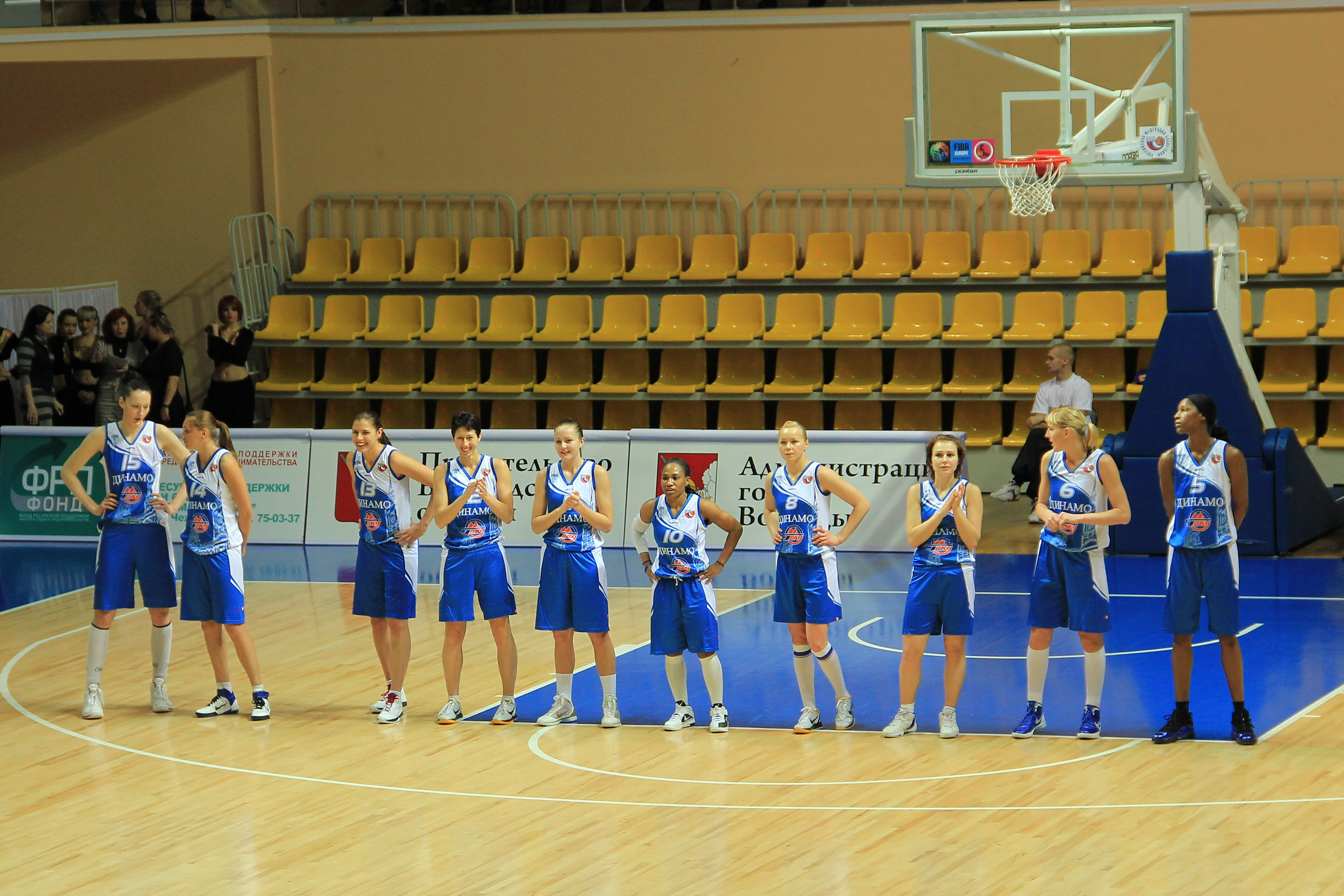
Баскетболистки «Динамо» в 2012 году

«Динамо» Курск — женский баскетбольный клуб из города Курска, выступающий в Премьер-лиге. Основан в 1994 году под названием «Светлана». В 1997 году переименован в «Динамо» (Курск). В сезоне 2011—2012 годов команда стала обладателем Кубка Европы ФИБА. В сезоне 2013—2014 годов финалист Кубка Европы ФИБА. Победитель Евролиги 2017.

## История
История клуба началась в 1994 году, когда в Курске была создана женская баскетбольная команда «Светлана», получившая название благодаря своему генеральному спонсору — одноимённой строительной фирме. Первым тренером «Светланы» стал Вадим Бирдус, до этого тренировавший в ДЮСШ-5 города Курска команду девочек «Росич».
В сезоне 1996—1997 годов клуб «Светлана» под руководством нового тренера Олега Сгонникова сумел выйти из Первой лиги в Высшую. В 1997 году команда стала подведомственной УВД по Курской области и была переименована в «Динамо» (Курск). В течение двух следующих сезонов (1997/1998 и 1998/1999) «Динамо» (Курск) прошло оба эшелона Высшей лиги: «В» и «А», одержав 41 победу в 42 матчах, и получило право выступать в Суперлиге, где дебютировало в сезоне 1999—2000 годов. По результатам этого сезона курский клуб занял 6-е место среди 12 сильнейших российских команд.
Последующие 2 сезона (2000/2001 и 2001/2002) «Динамо» сохранило свои позиции в Суперлиге, заняв 7-е место по итогам сезона 2000/2001 годов и 6-е — по итогам следующего (2001/2002). На этот же период приходится начало выступлений команды в европейском Кубке Ронкетти и приглашение в клуб первых легионеров: Маймети Столуорт из США и Олавунми Огунсола из Нигерии.
В 2003 году на базе «Динамо» (Курск) под руководством тренера команды О. Е. Сгонникова проходила подготовку к Летней Универсиаде 2003 студенческая сборная России по баскетболу, в итоге завоевавшая на соревнованиях в Тэгу (Южная Корея) бронзовые медали. Из состава курского «Динамо» в соревнованиях принимали участие Ольга Вежова, Елена Гришина, Наталья Гвоздева, Анастасия Довидович, Наталья Мелентьева и Ирина Сторожева. В Суперлиге в сезон 2002/2003 по итогам чемпионата «Динамо» оказалось на 10-й строчке турнирной таблицы из 11 возможных. В сезоне 2003/2004 курская команда и вовсе заняла последнее место в Суперлиге. К счастью для клуба, в этом сезоне команда, занявшая последнее место, не выбывала из Суперлиги «А», благодаря чему «Динамо» осталось в этом дивизионе.
В 2004 году президентом клуба становится А. С. Зубарев, исполнительным директором — В. М. Каукин, а главным тренером взамен Олега Сгонникова, перешедшего в БК «Балтийская звезда», — Алексей Рыщенков, ранее тренировавший мужскую баскетбольную команду из города Химки. В сезоне 2004/2005 «Динамо» (Курск) вновь поднялось на 6-е место по итогам года, но после окончания сезона новый главный тренер покинул клуб. Его место занял латвийский специалист Арманд Краулиньш, который также вскоре оставил должность главного тренера после череды неудачных выступлений команды; после этого тренерские функции перешли к тандему Виктория Сгонникова — Сергей Попов, под руководством которого «Динамо» удалось достичь лишь 7-го места в Суперлиге в сезоне 2005/2006.
В сезоне 2006/2007 пост главного тренера занял Александр Ковалёв, но и он покинул команду до окончания сезона, а тренерские функции вновь стали исполнять Виктория Сгонникова и Сергей Попов. «Динамо» удалось выйти в плей-офф с седьмого места в регулярном первенстве, а по результатам плей-офф команда заняла 5-е место.
Подготовка баскетбольной команды «Динамо» (Курск) к сезону 2007/2008 проходила под руководством очередного нового главного тренера Анатолия Мышкина. В первую половину сезона клуб блестяще выступал на внутренней и европейской аренах, однако позднее началась сплошная череда неудач. На некоторое время на замену уволенному Мышкину вновь пришли Сгонникова и Попов, а в марте 2008 года на должность главного тренера назначен литовец Альгирдас Паулаускас. Чемпионат страны «Динамо» закончило лишь на седьмом месте.
В сезоне 2008/2009 должность президента баскетбольного клуба занимает Александр Францевич Ягерь. Тренер Альгирдас Паулаускас произвёл в команде существенную перестройку: состав покинули капитан команды Наталья Ведля, Наталья Гвоздева, Татьяна Скидан, а на вакантные места были приглашены иностранные игроки: Мария Эрич (Сербия), Сандра Валужите (Литва), Ирена Визбариене (Литва), Никита Белл (США). Чемпионат России «Динамо» вновь закончило на седьмом месте, но в Кубке Европы впервые дошло до полуфинала, в котором уступило будущему победителю евротурнира турецкому «Галатасараю».
После усиления команды в сезоне 2009/2010 иностранными легионерками (Доннетт же Мишель Сноу (США), Джиллиан Роббинс (США), Аушра Бибайте (Литва)) и возвращения в Курск Натальи Гвоздевой «Динамо» впервые заняло 4-е место в чемпионате России, а в Кубке Европы во второй раз подряд пробилось в полуфинал, где дважды проиграло греческому «Афинаикосу».
В сезоне 2010/2011 команда вновь заняла 4-е место в чемпионате России.
В сезоне 2011/2012 главным тренером «Динамо» стал литовец Альфредас Вайнаускас. В регулярном чемпионате премьер-лиги команда поднялась на третью строчку, а по результатам плей-офф вновь заняла 4-е место. Небывалого успеха в этот сезон «Динамо» добилось в Кубке Европы ФИБА, обыграв в финале турецкий «Кайсери Секерспор» и став победителем Кубка.
В сезоне 2012/2013 курский клуб четвёртый раз подряд занял 4-е место в чемпионате России, проиграв в полуфинале плей-офф УГМК (0-2 в серии до 2 побед), а в матче за 3-е место оренбургской «Надежде» (0-3 в серии до 3 побед).
В сезоне 2013/2014 команда серьёзно обновила свой состав. В команду пришли звёздная американка Сеймон Огастус и не менее знаменитые Кэндис Дюпри и Ребекка Брансон. Клуб пополнили именитая баскетболистка Шай Дорон, лидер сборной Сербии Елена Милованович и лидер женской сборной Украины по баскетболу Александра Курасова. После трёх поражений подряд в чемпионате России команду покинул главный тренер Альфредас Вайнаускас. Клуб возглавил американский специалист Бо Овертон, который смог завоевать с командой только серебро Кубка Европы, проиграв в финале московскому «Динамо» (65:97, 85:61). Через некоторое время Овертон покинул пост главного тренера «Динамо», а клуб временно возглавила Элен Шакирова, которая выиграла первые медали с командой в чемпионате России (в серии за 3-е место был взят реванш за поражение в финале Кубка Европы у московского «Динамо» (85:83, 91:84, 84:69)).
В сезоне 2014/2015 в команду пришли известные игроки Ннемкади Огвумике, Ишил Албен, Анете Екабсоне, Евгения Белякова и Ирина Осипова. По итогам регулярного чемпионата «Динамо» заняло 2-е место. В 1/4 финала был обыгран «Енисей» (98:63, 85:58), в полуфинале же в решающей 3-й игре и в серии до 2 побед сильнее оказалась «Надежда» (57:66 и 1-2 в серии). В серии до 3 побед за бронзовые медали чемпионата и выход в Евролигу была обыграна «Спарта&К» (3-0).
В Кубке России 2014/2015, участие в котором впервые в истории не могли принимать легионеры, курское «Динамо» под руководством Гундарса Ветры завоевало золотые медали, переиграв в Финале Четырёх, проходившем в Оренбурге, подмосковную «Спарту&К» со счётом 68:49. «Динамо», впервые в своей истории завоевавшее этот трофей, стало 3-м клубом-обладателем Кубка России вслед за ЦСКА (Москва) и УГМК (Екатеринбург). Помимо золотых медалей индивидуальных призов удостоились баскетболистки курского клуба:
Эпифанни Принц — лучшая разыгрывающая Финала Четырёх;
Евгения Белякова — лучший легкий форвард Финала четырёх;
Ирина Осипова — MVP Финала Четырёх.
В Евролиге 2014/2015 курское «Динамо» с первого раза вышло в Финал четырёх, проходивший в Праге, но уступило в полуфинале екатеринбуржскому УГМК со счетом 70:81. В матче за 3-е место был обыгран стамбульский «Фенербахче» 67:58. Таким образом, курский клуб с первого раза попал в тройку лучших клубов Европы, выиграв бронзовые медали.
Курское «Динамо-ДЮБЛ» — чемпион России 2014/2015.
Курское «Динамо-2» — победитель молодёжного регулярного чемпионата России 2014—2015 г.
В сезоне 2015/2016 команда сохранила своих лидеров, таких как Сеймон Огастус, Ннемкади Огвумике, Эпифания Принц. Клуб покинули легионеры Елена Милованович и Ишил Албен, в УГМК перебралась капитан команды Евгения Белякова, из-за серьёзной травмы почти весь сезон пропустила основная разыгрывающая — Эпифания Принц. «Динамо» усилилось защитницей сборной Швеции Фридой Элдебринк, лидером сборной Франции Эндене Мийем и американкой с белорусским паспортом Линдсей Хардинг. В Евролиге не удалось повторить результат прошлого года. На стадии 1/4 финала «Динамо» (Курск) уступает «Надежде» (Оренбург) (68:78, 70:73) и не выходит в Финал Четырёх. После череды неудач команду покидает главный тренер Гундарс Ветра. На должность нового главного тренера назначен ассистент Мартинс Зибартс.
«Динамо-ФАРМ» — победитель Российской Суперлиги.
В сезоне 2016/2017 команда значительно обновила свой состав. «Динамо» покинули известные игроки Анете Екабсоне, Ирина Осипова, Эндене Мийем и трёхкратная Олимпийская чемпионка Сеймон Огастус. В мае 2016 года было объявлено о подписании контракта с Лукасом Монделой, который является главным тренером женской сборной Испании. В команду перешла игрок сборной США Энджел Маккатри, самая талантливая центровая Европы Мария Вадеева, а также Хелена Сиак, Анна Круз, Алёна Кириллова, Виктория Медведева и Вероника Дорошева.

## Достижения
в России:
- Победитель чемпионата России: 2022
- Обладатель Кубка России 2014/15, 2015/16, 2017/18, 2019/20, 2021/22
- Финалист Суперкубка России: 2022
- Серебряный призёр чемпионата России: 2017, 2018, 2019, 2020, 2023
- Серебряный призёр Кубка России 2016/17, 2018/19, 2020/21, 2023/24, 2024/25
- Бронзовый призёр чемпионата России: 2014, 2015, 2016, 2024

в Европе:
- Победитель Евролиги 2016/17
- Победитель Кубка Европы 2011/12
- Серебряный призёр Евролиги 2018/19
- Серебряный призёр Кубка Европы: 2014
- Бронзовый призёр Евролиги: 2014/15

## Тренерский штаб
- Вознюк, Сергей Иванович — главный тренер
- Соловьев Михаил Алексеевич — тренер
- Шумихин Дмитрий Олегович — тренер
- Корстин Калью Дональдович — тренер по физподготвке

## Администрация
- Александр Ягерь — президент
- Виктория Сгонникова — исполнительный директор
- Евгений Сгонников — директор по развитию клуба
- Скидан Александр — начальник команды
- Елена Баркова — финансовый директор

## Текущий состав
| \| Поз. \| № \| Гражд. \| Имя \| Дата рождения (возраст) \| Рост \| Вес \| Звание \| \| ---- \| -- \| ------ \| ------------------- \| ------------------------- \| ------ \| ----- \| ------ \| \| РЗ \| 0 \| \| Томас Жасмин \| 24 ноября 1991 (33 года) \| 175 см \| 75 кг \| \| \| РЗ \| 5 \| \| Голдырева Марина \| 19 июня 1993 (32 года) \| 169 см \| 64 кг \| \| \| ТФ \| 6 \| \| Штанько Александра \| 21 февраля 1991 (34 года) \| 192 см \| 85 кг \| \| \| АЗ \| 7 \| \| Олейникова Элеонора \| 4 июня 1998 (27 лет) \| 178 см \| 68 кг \| \| \| ЛФ \| 8 \| \| Браун Джейлин \| 12 октября 1998 (26 лет) \| 185 см \| 75 кг \| \| \| РЗ \| 9 \| \| Буровая Анна \| 2 декабря 1997 (27 лет) \| 172 см \| 55 кг \| \| \| АЗ \| 10 \| \| Эльберг Яна \| 26 августа 2004 (20 лет) \| 178 см \| 62 кг \| \| \| Ц \| 13 \| \| Линскенс Кияра \| 13 ноября 1996 (28 лет) \| 193 см \| 95 кг \| \| \| ЛФ \| 15 \| \| Фролкина Ольга \| 28 июля 1997 (27 лет) \| 183 см \| 76 кг \| \| \| ЛФ \| 17 \| \| Позднякова Анна \| 2 сентября 2000 (24 года) \| 180 см \| 75 кг \| \| \| ЛФ \| 18 \| \| Репникова Дарья \| 19 марта 2000 (25 лет) \| 180 см \| 78 кг \| \| \| ТФ \| 55 \| \| Глонти Нина \| 14 января 1997 (28 лет) \| 188 см \| 79 кг \| \| \| ТФ \| 95 \| \| Дерюгина Аделина \| 2 мая 1995 (30 лет) \| 185 см \| 69 кг \| \| \| Ц \| 97 \| \| Шабанова Елизавета \| 7 декабря 1997 (27 лет) \| 197 см \| 88 кг \| \| | Главный тренер - Сергей Вознюк Ассистенты тренера - Дмитрий Шумихин - Михаил Соловьев Легенда - (К) — Капитан команды Последнее изменение: 7 января 2025 года |              |                     |                           |        |       |        |
| Поз. | № | Гражд.       | Имя                 | Дата рождения (возраст)   | Рост   | Вес   | Звание |
| РЗ | 0 | Флаг США     | Томас Жасмин        | 24 ноября 1991 (33 года)  | 175 см | 75 кг |        |
| РЗ | 5 | Флаг России  | Голдырева Марина    | 19 июня 1993 (32 года)    | 169 см | 64 кг |        |
| ТФ | 6 | Флаг России  | Штанько Александра  | 21 февраля 1991 (34 года) | 192 см | 85 кг |        |
| АЗ | 7 | Флаг России  | Олейникова Элеонора | 4 июня 1998 (27 лет)      | 178 см | 68 кг |        |
| ЛФ | 8 | Флаг США     | Браун Джейлин       | 12 октября 1998 (26 лет)  | 185 см | 75 кг |        |
| РЗ | 9 | Флаг России  | Буровая Анна        | 2 декабря 1997 (27 лет)   | 172 см | 55 кг |        |
| АЗ | 10 | Флаг России  | Эльберг Яна         | 26 августа 2004 (20 лет)  | 178 см | 62 кг |        |
| Ц | 13 | Флаг Бельгии | Линскенс Кияра      | 13 ноября 1996 (28 лет)   | 193 см | 95 кг |        |
| ЛФ | 15 | Флаг России  | Фролкина Ольга      | 28 июля 1997 (27 лет)     | 183 см | 76 кг |        |
| ЛФ | 17 | Флаг России  | Позднякова Анна     | 2 сентября 2000 (24 года) | 180 см | 75 кг |        |
| ЛФ | 18 | Флаг России  | Репникова Дарья     | 19 марта 2000 (25 лет)    | 180 см | 78 кг |        |
| ТФ | 55 | Флаг России  | Глонти Нина         | 14 января 1997 (28 лет)   | 188 см | 79 кг |        |
| ТФ | 95 | Флаг России  | Дерюгина Аделина    | 2 мая 1995 (30 лет)       | 185 см | 69 кг |        |
| Ц | 97 | Флаг России  | Шабанова Елизавета  | 7 декабря 1997 (27 лет)   | 197 см | 88 кг |        |

## Известные игроки
- Ишил Албен
- Мишель Сноу
- Сеймон Огастус
- Кэндис Дюпри
- Ребекка Брансон
- Темика Джонсон
- Анете Екабсоне-Жогота
- Аушра Бимбайте
- Елена Гришина
- Наталья Водопьянова
- Ирина Осипова
- Людмила Сапова
- Ннемкади Огвумике
- Хелена Сиак
- Брианна Стюарт
- Анна Круз
- Соня Васич (Петрович)
- Любовь Алёшкина